# 松崎有理
松崎 有理（まつざき ゆうり、1972年 -）は日本の小説家である。東京都在住。

## 経歴
茨城県生まれ。水戸第一高等学校卒業後、東北大学理学部に入学。 大学卒業後は医学系研究所勤務を経て、ソフトウェア製作会社でテクニカルライティングとデザインを担当。
2008年、第20回日本ファンタジーノベル大賞で処女作「イデアル」が最終候補となる（松崎祐名義）。2010年、初の短篇「あがり」にて、第1回創元SF短編賞を受賞。受賞後、筆名を「松崎有理」に変更。母校をモデルとした大学が舞台の連作短編を書き継ぎ、2011年初の著書『あがり』として刊行（創元日本SF叢書の初回配本）。同書収録の「代書屋ミクラの幸運」をスピンオフして連作化した『代書屋ミクラ』を刊行。
日本SF作家クラブ会員だったが、のちに退会している。
2025年、「山手線が転生して加速器になりました。」で第56回星雲賞の日本短編部門を受賞。

## 作品リスト

### 書籍
- 『あがり』（2011年9月、東京創元社 創元日本SF叢書 / 2013年10月、創元SF文庫 / 2025年5月、創元SF文庫【新装版】）
  - 収録作品:あがり / ぼくの手のなかでしずかに / 代書屋ミクラの幸運 / 不可能もなく裏切りもなく / へむ / 幸福の神を追う（文庫版のみ）
- 『代書屋ミクラ』（2013年9月、光文社 / 2016年4月、光文社文庫）
  - 収録作品:超現実な彼女 / かけだしどうし / 裸の経済学者 / ぼくのおじさん / さいごの課題
- 『洞窟で待っていた』（イラスト : 横山えいじ、2013年11月、岩崎書店）
- 『就職相談員蛇足軒の生活と意見』（2014年5月、角川書店）
  - 【改題】『噓つき就職相談員とヘンクツ理系女子』（2018年2月、角川文庫）
- 『代書屋ミクラ すごろく巡礼』（2016年7月、光文社）
- 『5まで数える』（2017年6月、筑摩書房）
  - 収録作品:たとえわれ命死ぬとも / やつはアル・クシガイだ――疑似科学バスターズ / バスターズ・ライジング / 砂漠 / ５まで数える / 超耐水性日焼け止め開発の顛末
- 『架空論文投稿計画 あらゆる意味ででっちあげられた数章』（2017年10月、光文社）
- 『イヴの末裔たちの明日 松崎有理短編集』（2019年11月、東京創元社 創元日本SF叢書 / 2025年3月、創元SF文庫）
  - 収録作品:未来への脱獄 / ひとを惹きつけてやまないもの / イヴの末裔たちの明日 / まごうかたなき / 方舟の座席
- 『シュレーディンガーの少女』（2022年12月、創元SF文庫）
  - 収録作品:六十五歳デス / 太っていたらだめですか？ / 異世界数学 / 秋刀魚（さんま）、苦いかしょっぱいか / ペンローズの乙女 / シュレーディンガーの少女
- 『山手線が転生して加速器になりました。』（2024年8月、光文社文庫）
  - 収録作品: 山手線が転生して加速器になりました。 / 未来人観光客がいっこうにやってこない50の理由 / 不可能旅行社の冒険――けっして行けない場所へ、お連れします / 山手線が加速器に転生して一年がすぎました。 / ひとりぼっちの都会人 / みんな、どこにいるんだ / 総論　経済学者の目からみた人類史

### アンソロジー収録短編
- 「あがり」 - 『量子回廊 : 年刊日本SF傑作選』大森望, 日下三蔵 編、創元SF文庫、2010年7月
- 「ぼくの手のなかでしずかに 」 - 『原色の想像力』大森望, 日下三蔵, 山田正紀 編、創元SF文庫、2010年12月
- 「超現実な彼女 代書屋ミクラの初仕事」 - 『NOVA 書き下ろし日本SFコレクション6』大森望 編、河出文庫、2011年11月
- 「架空論文投稿計画――あらゆる意味ででっちあげられた数章」 - 『SF宝石2015』小説宝石特別編集、光文社、2015年8月
- 「惑星Xの憂鬱」 - 『プロジェクト:シャーロック : 年刊日本SF傑作選』大森望, 日下三蔵 編、創元SF文庫、2018年6月
- 「山へ帰る日」 - 『未来製作所』幻冬舎、2018年6月
- 「イヴの末裔たちの明日」 - 『一万年の午後 GENESIS創元日本SFアンソロジー 1』東京創元社、2018年12月
- 「超耐水性日焼け止め開発の顚末」 - 『ショートショートドロップス』新井素子編、キノブックス、2019年1月
- 「未来への脱獄」 - 『時を歩く 書き下ろし時間SFアンソロジー』東京創元社、2019年10月
- 「痩せたくないひとは読まないでください」 - 『白昼夢通信 GENESiS 創元日本SFアンソロジー 2』東京創元社、2019年12月
- 「数学ぎらいの女子高生が異世界にきたら危険人物あつかいです」 - 『されど星は流れる GENESiS 創元日本SFアンソロジー 3』東京創元社、2020年8月

### 雑誌等掲載作品
- 「おらほさきてけさいん」 - 『小説すばる』2012年7月号 掲載
- 「十姉妹であるとはどういうことか」 - 『人工知能』人工知能学会機関誌、2012年9月号
- 「蛇足軒奇譚」 - 『小説屋sari-sari』2012年12月号 掲載
- 「超耐水性日焼け止め開発の顛末」 - 「IHI 空想ラボラトリー」webサイト 2015年9月 公開
- 「惑星Xの憂鬱」 - 『小説すばる』2017年6月号 掲載
- 「山手線が転生して加速器になりました。」 - 『小説宝石』2021年7月号
- 「アルカディアまで何マイル」 - 『紙魚の手帖』vol.18 AUGUST 2024